# 인디애나주의 통계 지구

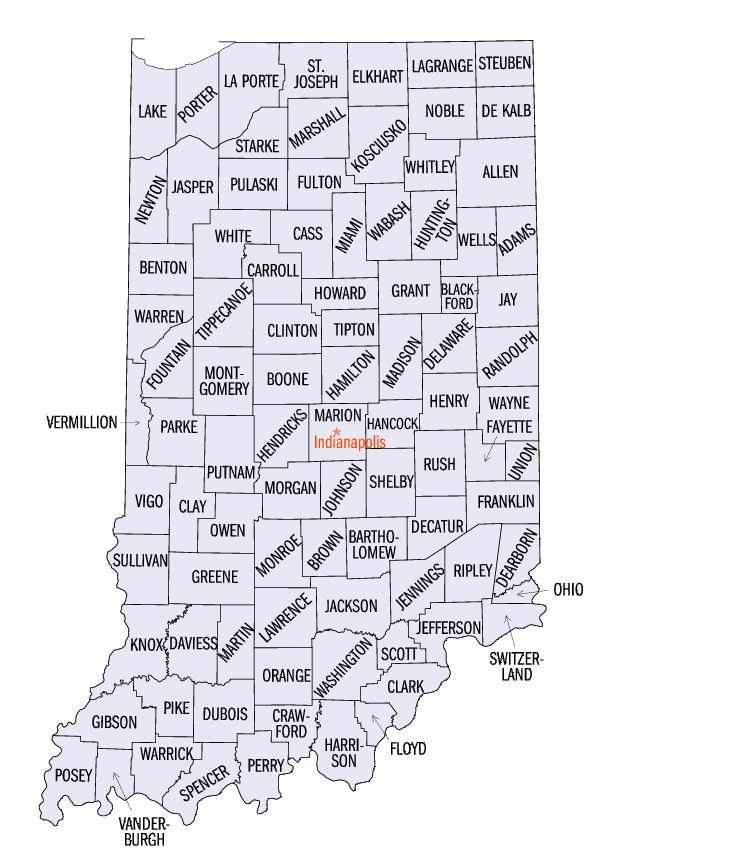
인디애나 주의 군들

인디애나의 주기

인디애나의 통계 지구(Indiana Statistical Area)는 인디애나 주에 있는 통계 지구이다.

## 범례
| 범례      | 의미                                     |
| --------- | ---------------------------------------- |
|           | 켄터키에 속하는 지역                     |
|           | 오하이오에 속하는 지역                   |
|           | 일리노이에 속하는 지역                   |
|           | 미시간에 속하는 지역                     |
|           | 위스콘신에 속하는 지역                   |
|           | 2개의 주 이상에 걸친 지역(인디애나 해당) |
| 초록 글씨 | 다른 주에 속하는 지역의 인구 수          |
| 파란 글씨 | 인디애나와 다른 주에 걸친 지역의 인구 수 |

## 배치도
| 복합 통계 지구                                   | 인구              | 핵심 기반 통계 지구             | 인구              | 군           | 인구      |
| ------------------------------------------------ | ----------------- | ------------------------------- | ----------------- | ------------ | --------- |
| 인디애나폴리스-카멀-먼시 지구                    | 2,457,286         | 인디애나폴리스-카멀-앤더슨 지구 | 2,074,537         | 매리언       | 964,582   |
| 인디애나폴리스-카멀-먼시 지구                    | 2,457,286         | 인디애나폴리스-카멀-앤더슨 지구 | 2,074,537         | 해밀턴       | 338,011   |
| 인디애나폴리스-카멀-먼시 지구                    | 2,457,286         | 인디애나폴리스-카멀-앤더슨 지구 | 2,074,537         | 헨드릭스     | 170,311   |
| 인디애나폴리스-카멀-먼시 지구                    | 2,457,286         | 인디애나폴리스-카멀-앤더슨 지구 | 2,074,537         | 존슨         | 158,167   |
| 인디애나폴리스-카멀-먼시 지구                    | 2,457,286         | 인디애나폴리스-카멀-앤더슨 지구 | 2,074,537         | 매디슨       | 129,569   |
| 인디애나폴리스-카멀-먼시 지구                    | 2,457,286         | 인디애나폴리스-카멀-앤더슨 지구 | 2,074,537         | 핸콕         | 78,168    |
| 인디애나폴리스-카멀-먼시 지구                    | 2,457,286         | 인디애나폴리스-카멀-앤더슨 지구 | 2,074,537         | 모건         | 70,489    |
| 인디애나폴리스-카멀-먼시 지구                    | 2,457,286         | 인디애나폴리스-카멀-앤더슨 지구 | 2,074,537         | 분           | 67,843    |
| 인디애나폴리스-카멀-먼시 지구                    | 2,457,286         | 인디애나폴리스-카멀-앤더슨 지구 | 2,074,537         | 셸비         | 44,729    |
| 인디애나폴리스-카멀-먼시 지구                    | 2,457,286         | 인디애나폴리스-카멀-앤더슨 지구 | 2,074,537         | 퍼트넘       | 37,576    |
| 인디애나폴리스-카멀-먼시 지구                    | 2,457,286         | 인디애나폴리스-카멀-앤더슨 지구 | 2,074,537         | 브라운       | 15,092    |
| 인디애나폴리스-카멀-먼시 지구                    | 2,457,286         | 먼시 지구                       | 114,135           | 델라웨어     | 114,135   |
| 인디애나폴리스-카멀-먼시 지구                    | 2,457,286         | 콜럼버스 지구                   | 83,779            | 바솔로뮤     | 83,779    |
| 인디애나폴리스-카멀-먼시 지구                    | 2,457,286         | 뉴캐슬 지구                     | 47,972            | 헨리         | 47,972    |
| 인디애나폴리스-카멀-먼시 지구                    | 2,457,286         | 시모어 지구                     | 44,231            | 잭슨         | 44,231    |
| 인디애나폴리스-카멀-먼시 지구                    | 2,457,286         | 크로퍼즈빌 지구                 | 38,338            | 몽고메리     | 38,338    |
| 인디애나폴리스-카멀-먼시 지구                    | 2,457,286         | 노스버논 지구                   | 27,735            | 제닝스       | 27,735    |
| 인디애나폴리스-카멀-먼시 지구                    | 2,457,286         | 그린즈버그 지구                 | 26,559            | 디케이터     | 26,559    |
| 시카고-내퍼빌 지구                               | 9,825,325 813,316 | 시카고-내퍼빌-졸리엣 지구       | 9,458,539 703,428 | 쿡           | 5,150,233 |
| 시카고-내퍼빌 지구                               | 9,825,325 813,316 | 시카고-내퍼빌-졸리엣 지구       | 9,458,539 703,428 | 뒤파제       | 922,921   |
| 시카고-내퍼빌 지구                               | 9,825,325 813,316 | 시카고-내퍼빌-졸리엣 지구       | 9,458,539 703,428 | 레이크       | 696,535   |
| 시카고-내퍼빌 지구                               | 9,825,325 813,316 | 시카고-내퍼빌-졸리엣 지구       | 9,458,539 703,428 | 윌           | 690,743   |
| 시카고-내퍼빌 지구                               | 9,825,325 813,316 | 시카고-내퍼빌-졸리엣 지구       | 9,458,539 703,428 | 케인         | 532,403   |
| 시카고-내퍼빌 지구                               | 9,825,325 813,316 | 시카고-내퍼빌-졸리엣 지구       | 9,458,539 703,428 | 레이크       | 485,493   |
| 시카고-내퍼빌 지구                               | 9,825,325 813,316 | 시카고-내퍼빌-졸리엣 지구       | 9,458,539 703,428 | 맥헨리       | 307,774   |
| 시카고-내퍼빌 지구                               | 9,825,325 813,316 | 시카고-내퍼빌-졸리엣 지구       | 9,458,539 703,428 | 포터         | 170,389   |
| 시카고-내퍼빌 지구                               | 9,825,325 813,316 | 시카고-내퍼빌-졸리엣 지구       | 9,458,539 703,428 | 커노샤       | 169,561   |
| 시카고-내퍼빌 지구                               | 9,825,325 813,316 | 시카고-내퍼빌-졸리엣 지구       | 9,458,539 703,428 | 켄들         | 128,990   |
| 시카고-내퍼빌 지구                               | 9,825,325 813,316 | 시카고-내퍼빌-졸리엣 지구       | 9,458,539 703,428 | 디캘브       | 104,897   |
| 시카고-내퍼빌 지구                               | 9,825,325 813,316 | 시카고-내퍼빌-졸리엣 지구       | 9,458,539 703,428 | 그런디       | 51,054    |
| 시카고-내퍼빌 지구                               | 9,825,325 813,316 | 시카고-내퍼빌-졸리엣 지구       | 9,458,539 703,428 | 재스퍼       | 33,562    |
| 시카고-내퍼빌 지구                               | 9,825,325 813,316 | 시카고-내퍼빌-졸리엣 지구       | 9,458,539 703,428 | 뉴턴         | 13,984    |
| 시카고-내퍼빌 지구                               | 9,825,325 813,316 | 오타와 지구                     | 147,036           | 라살         | 108,669   |
| 시카고-내퍼빌 지구                               | 9,825,325 813,316 | 오타와 지구                     | 147,036           | 뷰로         | 32,628    |
| 시카고-내퍼빌 지구                               | 9,825,325 813,316 | 오타와 지구                     | 147,036           | 퍼트넘       | 5,739     |
| 시카고-내퍼빌 지구                               | 9,825,325 813,316 | 미시간시티-라포트 지구          | 109,888           | 라포트       | 109,888   |
| 시카고-내퍼빌 지구                               | 9,825,325 813,316 | 칸카키 지구                     | 109,862           | 칸카키       | 109,862   |
| 포트웨인-헌팅턴-오번 지구                        | 639,669           | 포트웨인 지구                   | 413,263           | 앨런         | 379,299   |
| 포트웨인-헌팅턴-오번 지구                        | 639,669           | 포트웨인 지구                   | 413,263           | 휘틀리       | 33,964    |
| 포트웨인-헌팅턴-오번 지구                        | 639,669           | 켄덜빌 지구                     | 47,744            | 노블         | 47,744    |
| 포트웨인-헌팅턴-오번 지구                        | 639,669           | 오번 지구                       | 43,475            | 디캘브       | 43,475    |
| 포트웨인-헌팅턴-오번 지구                        | 639,669           | 헌팅턴 지구                     | 36,520            | 헌팅턴       | 36,520    |
| 포트웨인-헌팅턴-오번 지구                        | 639,669           | 디케이터 지구                   | 35,777            | 애덤스       | 35,777    |
| 포트웨인-헌팅턴-오번 지구                        | 639,669           | 앵골라 지구                     | 34,594            | 슈토이벤     | 34,594    |
| 포트웨인-헌팅턴-오번 지구                        | 639,669           | 블러프턴 지구                   | 28,296            | 웰스         | 28,296    |
| 사우스벤드-엘크하트-미셔와카 지구                | 809,069 603,881   | 사우스벤드-미셔와카 지구        | 323,613 271,826   | 세인트조지프 | 271,826   |
| 사우스벤드-엘크하트-미셔와카 지구                | 809,069 603,881   | 사우스벤드-미셔와카 지구        | 323,613 271,826   | 캐스         | 51,787    |
| 사우스벤드-엘크하트-미셔와카 지구                | 809,069 603,881   | 엘크하트-고셴 지구              | 206,341           | 엘크하트     | 206,341   |
| 사우스벤드-엘크하트-미셔와카 지구                | 809,069 603,881   | 나일즈 지구                     | 153,401           | 베리언       | 153,401   |
| 사우스벤드-엘크하트-미셔와카 지구                | 809,069 603,881   | 바르샤바 지구                   | 79,456            | 코스키우스코 | 79,456    |
| 사우스벤드-엘크하트-미셔와카 지구                | 809,069 603,881   | 플리머스 지구                   | 46,258            | 마셜         | 46,258    |
| 루이빌-제퍼슨카운티-엘리자베스타운-파즈타운 지구 | 1,489,142 289,253 | 루이빌-제퍼슨카운티 지구        | 1,265,108 265,375 | 제퍼슨       | 766,757   |
| 루이빌-제퍼슨카운티-엘리자베스타운-파즈타운 지구 | 1,489,142 289,253 | 루이빌-제퍼슨카운티 지구        | 1,265,108 265,375 | 클라크       | 118,302   |
| 루이빌-제퍼슨카운티-엘리자베스타운-파즈타운 지구 | 1,489,142 289,253 | 루이빌-제퍼슨카운티 지구        | 1,265,108 265,375 | 불리트       | 81,676    |
| 루이빌-제퍼슨카운티-엘리자베스타운-파즈타운 지구 | 1,489,142 289,253 | 루이빌-제퍼슨카운티 지구        | 1,265,108 265,375 | 플로이드     | 78,522    |
| 루이빌-제퍼슨카운티-엘리자베스타운-파즈타운 지구 | 1,489,142 289,253 | 루이빌-제퍼슨카운티 지구        | 1,265,108 265,375 | 올덤         | 66,799    |
| 루이빌-제퍼슨카운티-엘리자베스타운-파즈타운 지구 | 1,489,142 289,253 | 루이빌-제퍼슨카운티 지구        | 1,265,108 265,375 | 셸비         | 49,024    |
| 루이빌-제퍼슨카운티-엘리자베스타운-파즈타운 지구 | 1,489,142 289,253 | 루이빌-제퍼슨카운티 지구        | 1,265,108 265,375 | 해리슨       | 40,515    |
| 루이빌-제퍼슨카운티-엘리자베스타운-파즈타운 지구 | 1,489,142 289,253 | 루이빌-제퍼슨카운티 지구        | 1,265,108 265,375 | 워싱턴       | 28,036    |
| 루이빌-제퍼슨카운티-엘리자베스타운-파즈타운 지구 | 1,489,142 289,253 | 루이빌-제퍼슨카운티 지구        | 1,265,108 265,375 | 스펜서       | 19,351    |
| 루이빌-제퍼슨카운티-엘리자베스타운-파즈타운 지구 | 1,489,142 289,253 | 루이빌-제퍼슨카운티 지구        | 1,265,108 265,375 | 헨리         | 16,126    |
| 루이빌-제퍼슨카운티-엘리자베스타운-파즈타운 지구 | 1,489,142 289,253 | 엘리자베스타운 지구             | 153,928           | 하딘         | 110,958   |
| 루이빌-제퍼슨카운티-엘리자베스타운-파즈타운 지구 | 1,489,142 289,253 | 엘리자베스타운 지구             | 153,928           | 미드         | 28,572    |
| 루이빌-제퍼슨카운티-엘리자베스타운-파즈타운 지구 | 1,489,142 289,253 | 엘리자베스타운 지구             | 153,928           | 라루         | 14,398    |
| 루이빌-제퍼슨카운티-엘리자베스타운-파즈타운 지구 | 1,489,142 289,253 | 바즈타운 지구                   | 46,233            | 넬슨         | 46,233    |
| 루이빌-제퍼슨카운티-엘리자베스타운-파즈타운 지구 | 1,489,142 289,253 | 스코츠버그 지구                 | 23,873            | 스콧         | 23,873    |
| 라피엣-웨스트라피엣-프랭크퍼트 지구              | 265,401           | 라피엣 지구                     | 233,002           | 티페카누     | 195,732   |
| 라피엣-웨스트라피엣-프랭크퍼트 지구              | 265,401           | 라피엣 지구                     | 233,002           | 캐럴         | 20,257    |
| 라피엣-웨스트라피엣-프랭크퍼트 지구              | 265,401           | 라피엣 지구                     | 233,002           | 벤턴         | 8,748     |
| 라피엣-웨스트라피엣-프랭크퍼트 지구              | 265,401           | 라피엣 지구                     | 233,002           | 워런         | 8,265     |
| 라피엣-웨스트라피엣-프랭크퍼트 지구              | 265,401           | 프랭크퍼트 지구                 | 32,399            | 클린턴       | 32,399    |
| 블루밍턴-베드퍼드 지구                           | 214,600           | 블루밍턴 지구                   | 169,230           | 먼로         | 148,431   |
| 블루밍턴-베드퍼드 지구                           | 214,600           | 블루밍턴 지구                   | 169,230           | 오언         | 20,799    |
| 블루밍턴-베드퍼드 지구                           | 214,600           | 베드퍼드 지구                   | 45,370            | 로렌스       | 45,370    |
| 코코모-페루 지구                                 | 118,060           | 코코모 지구                     | 82,544            | 하워드       | 82,544    |
| 코코모-페루 지구                                 | 118,060           | 페루 지구                       | 35,516            | 마이애미     | 35,516    |
| 리치먼드-코너스빌 지구                           | 88,986            | 리치먼드 지구                   | 65,884            | 웨인         | 65,884    |
| 리치먼드-코너스빌 지구                           | 88,986            | 코너스빌 지구                   | 23,102            | 페이엣       | 23,102    |
| 신시내티-윌밍턴-메이즈빌 지구                    | 2,280,246 85,145  | 신시내티 지구                   | 2,221,208 85,145  | 해밀턴       | 817,473   |
| 신시내티-윌밍턴-메이즈빌 지구                    | 2,280,246 85,145  | 신시내티 지구                   | 2,221,208 85,145  | 버틀러       | 383,134   |
| 신시내티-윌밍턴-메이즈빌 지구                    | 2,280,246 85,145  | 신시내티 지구                   | 2,221,208 85,145  | 워런         | 234,602   |
| 신시내티-윌밍턴-메이즈빌 지구                    | 2,280,246 85,145  | 신시내티 지구                   | 2,221,208 85,145  | 클러몬트     | 206,428   |
| 신시내티-윌밍턴-메이즈빌 지구                    | 2,280,246 85,145  | 신시내티 지구                   | 2,221,208 85,145  | 켄턴         | 166,998   |
| 신시내티-윌밍턴-메이즈빌 지구                    | 2,280,246 85,145  | 신시내티 지구                   | 2,221,208 85,145  | 분           | 133,581   |
| 신시내티-윌밍턴-메이즈빌 지구                    | 2,280,246 85,145  | 신시내티 지구                   | 2,221,208 85,145  | 캠벨         | 93,584    |
| 신시내티-윌밍턴-메이즈빌 지구                    | 2,280,246 85,145  | 신시내티 지구                   | 2,221,208 85,145  | 디어본       | 49,458    |
| 신시내티-윌밍턴-메이즈빌 지구                    | 2,280,246 85,145  | 신시내티 지구                   | 2,221,208 85,145  | 브라운       | 43,432    |
| 신시내티-윌밍턴-메이즈빌 지구                    | 2,280,246 85,145  | 신시내티 지구                   | 2,221,208 85,145  | 그랜트       | 25,069    |
| 신시내티-윌밍턴-메이즈빌 지구                    | 2,280,246 85,145  | 신시내티 지구                   | 2,221,208 85,145  | 프랭클린     | 22,758    |
| 신시내티-윌밍턴-메이즈빌 지구                    | 2,280,246 85,145  | 신시내티 지구                   | 2,221,208 85,145  | 펜들턴       | 14,590    |
| 신시내티-윌밍턴-메이즈빌 지구                    | 2,280,246 85,145  | 신시내티 지구                   | 2,221,208 85,145  | 갤러틴       | 8,869     |
| 신시내티-윌밍턴-메이즈빌 지구                    | 2,280,246 85,145  | 신시내티 지구                   | 2,221,208 85,145  | 브랙큰       | 8,303     |
| 신시내티-윌밍턴-메이즈빌 지구                    | 2,280,246 85,145  | 신시내티 지구                   | 2,221,208 85,145  | 유니언       | 7,054     |
| 신시내티-윌밍턴-메이즈빌 지구                    | 2,280,246 85,145  | 신시내티 지구                   | 2,221,208 85,145  | 오하이오     | 5,875     |
| 신시내티-윌밍턴-메이즈빌 지구                    | 2,280,246 85,145  | 윌밍턴 지구                     | 41,968            | 클린턴       | 41,968    |
| 신시내티-윌밍턴-메이즈빌 지구                    | 2,280,246 85,145  | 메이즈빌 지구                   | 17,070            | 메이슨       | 17,070    |
| 없음                                             | 없음              | 에반스빌 지구                   | 315,086 269,876   | 밴더버그     | 181,451   |
| 없음                                             | 없음              | 에반스빌 지구                   | 315,086 269,876   | 워릭         | 62,998    |
| 없음                                             | 없음              | 에반스빌 지구                   | 315,086 269,876   | 헨더슨       | 45,210    |
| 없음                                             | 없음              | 에반스빌 지구                   | 315,086 269,876   | 포지         | 25,427    |
| 없음                                             | 없음              | 테레호테 지구                   | 186,367           | 비고         | 107,038   |
| 없음                                             | 없음              | 테레호테 지구                   | 186,367           | 클레이       | 26,225    |
| 없음                                             | 없음              | 테레호테 지구                   | 186,367           | 설리번       | 20,669    |
| 없음                                             | 없음              | 테레호테 지구                   | 186,367           | 파크         | 16,937    |
| 없음                                             | 없음              | 테레호테 지구                   | 186,367           | 버밀리언     | 15,498    |
| 없음                                             | 없음              | 매리언 지구                     | 65,769            | 그랜트       | 65,769    |
| 없음                                             | 없음              | 재스퍼 지구                     | 55,125            | 두보아       | 42,736    |
| 없음                                             | 없음              | 재스퍼 지구                     | 55,125            | 파이크       | 12,389    |
| 없음                                             | 없음              | 로건스포트 지구                 | 37,689            | 캐스         | 37,689    |
| 없음                                             | 없음              | 빈센느 지구                     | 36,594            | 녹스         | 36,594    |
| 없음                                             | 없음              | 워싱턴 지구                     | 33,351            | 데이비스     | 33,351    |
| 없음                                             | 없음              | 매디슨 지구                     | 32,308            | 제퍼슨       | 32,308    |
| 없음                                             | 없음              | 워배시 지구                     | 30,996            | 워배시       | 30,996    |
| 없음                                             | 없음              | 없음                            | 없음              | 라그랜지     | 39,614    |
| 없음                                             | 없음              | 없음                            | 없음              | 깁슨         | 33,659    |
| 없음                                             | 없음              | 없음                            | 없음              | 그린         | 31,992    |
| 없음                                             | 없음              | 없음                            | 없음              | 리플리       | 28,324    |
| 없음                                             | 없음              | 없음                            | 없음              | 랜돌프       | 24,665    |
| 없음                                             | 없음              | 없음                            | 없음              | 화이트       | 24,102    |
| 없음                                             | 없음              | 없음                            | 없음              | 스타크       | 22,995    |
| 없음                                             | 없음              | 없음                            | 없음              | 제이         | 20,436    |
| 없음                                             | 없음              | 없음                            | 없음              | 스펜서       | 20,277    |
| 없음                                             | 없음              | 없음                            | 없음              | 풀턴         | 19,974    |
| 없음                                             | 없음              | 없음                            | 없음              | 오렌지       | 19,646    |
| 없음                                             | 없음              | 없음                            | 없음              | 페리         | 19,169    |
| 없음                                             | 없음              | 없음                            | 없음              | 러시         | 16,581    |
| 없음                                             | 없음              | 없음                            | 없음              | 파운틴       | 16,346    |
| 없음                                             | 없음              | 없음                            | 없음              | 팁턴         | 15,148    |
| 없음                                             | 없음              | 없음                            | 없음              | 펄래스키     | 12,353    |
| 없음                                             | 없음              | 없음                            | 없음              | 블랙포드     | 11,758    |
| 없음                                             | 없음              | 없음                            | 없음              | 스위철랜드   | 10,751    |
| 없음                                             | 없음              | 없음                            | 없음              | 크로퍼드     | 10,577    |
| 없음                                             | 없음              | 없음                            | 없음              | 마틴         | 10,255    |
| 인디애나                                         | 인디애나          | 인디애나                        | 인디애나          | 인디애나     | 6,625,375 |

## 참고
- 인구 수는 2019년 기준이며 단위는 '명'이다.
- 매리언군은 인디애나주 행정 기관들이 있는 인디애나폴리스가 있기 때문에 굵은 글씨로 표기했다.

## 같이 보기
- 대도시 통계 지구